# Louise Sorel
Pour les articles homonymes, voir Sorel.
Louise Sorel est une actrice américaine, née le 6 août 1940 à Los Angeles.

## Biographie
Elle a étudié le français à la French Institute Alliance Française de New York. Durant huit ans, elle interprète Augusta Lockridge dans la série Santa Barbara (série télévisée).   

## Filmographie

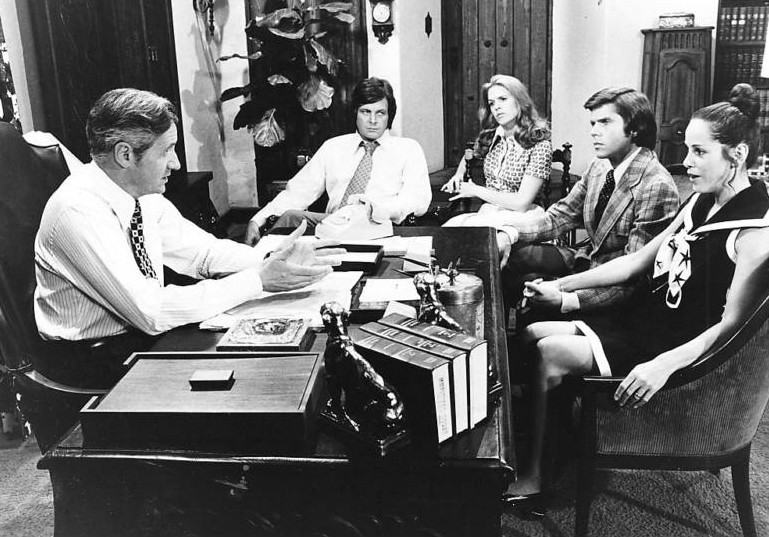
Photo prise le 5 Septembre 1972. Lors du tournage de la série Owen Marshall, Counselor at Law, de gauche à droite Arthur Hill, Michael Witney, Sharon Gless, John Davidson et Louise Sorel.

### Cinéma
- 1965 : The Party's Over : Melina
- 1971 : B.S. I Love You (en) : Ruth
- 1971 : Plaza Suite : Jean McCormack
- 1972 : Every Little Crook and Nanny (en) : Marie
- 1982 : Y a-t-il enfin un pilote dans l'avion ? : Infirmière
- 1984 : Où sont les mecs ? : Barbara Roxbury
- 1984 : Les Jours et les nuits de China Blue : Claudia

### Télévision
- 1965 : Le Virginien : une survivante (saison 4, épisode 11)
- 1965 : Bonanza : Marie (saison 7, épisode 10)
- 1968 : Commando du désert : Gabrielle (saison 2, épisode 18)
- 1968 : Mannix : Danielle (saison 1, épisode 22)
- 1969 : Star Trek : Rayna (saison 3, épisode 19)
- 1970 : Night Gallery : Victoria (2 épisodes)
- 1972 : The Don Rickles Show (en) : Barbara Robinson (7 épisodes)
- 1973 : Ghost Story : Nisa King (épisode 21)
- 1977 : Kojak : Janice Maclay (3 épisodes)
- 1982 : Magnum : Eleanor Greeley (saison 2, épisode 16)
- 1982 : Trapper John, M.D. (en) : Marty Katz (saison 3, épisode 22)
- 1982 : Côte Ouest : Bess Riker (3 épisodes)
- 1982 : Pour l'amour du risque (Hart to Hart) : Pat Yankee (saison 3, épisode 16)
- 1983 : Arnold et Willy : Robin Saunders (saison 5, épisode 14)
- 1986 : On ne vit qu'une fois : Judith Sanders (3 épisodes)
- 1984-1991 :  Santa Barbara : Augusta Lockridge (497 épisodes)
- 1996 : New York, police judiciaire : Marcy Fletcher Wrightman (saison 7, épisode 1)
- 1998 : Sabrina, l'apprentie sorcière : Saberhagen  (saison 2, épisode 26)
- 2004 : Passions : Dort  (6 épisodes)
- 1992-2020 : Des jours et des vies : Vivian Alamain (plus de 1 000 épisodes)